# Aufsteighilfe
Aufsteighilfen dienen dem leichteren Aufsteigen auf ein Pferd.
Allen Aufsteighilfen gemein ist, dass sie die einseitige Belastung des Pferdes beim Aufsteigen mindern und daher nicht nur für Reiter, sondern auch für Pferde von Nutzen sind.
Es gibt verschiedene Varianten von Aufsteighilfen, wie beispielsweise ein Podest aus Holz, einen ausklappbaren Tritt in der Reithallenbande,  einen Reiterstein oder Putzkisten aus Metall, die nicht nur das Putzzeug fassen, sondern auch stabil genug sind, um als Aufsteighilfe zu dienen. Massivere Versionen sind gemauert, wie beim Quäker-Versammlungshaus in Crawley. In diesem Fall wurde die Aufsteighilfe im 18. Jahrhundert für die Gläubigen errichtet, die im Friends Meeting House zusammenkamen. Das Bauwerk mit den drei Stufen aus Stein sitzt auf einem Backsteinsockel und beinhaltet einen kleinen Lagerraum unter dem Sturz. In Schaffhausen wurde Reitertritt(steine) in die Außenwände von Häusern eingemauert. In der Stadt sind noch zwei dieser Steinmetzarbeiten erhalten.
An vielen Sätteln befinden sich Aufsteigriemen, die ebenfalls das Aufsteigen erleichtern sollen.

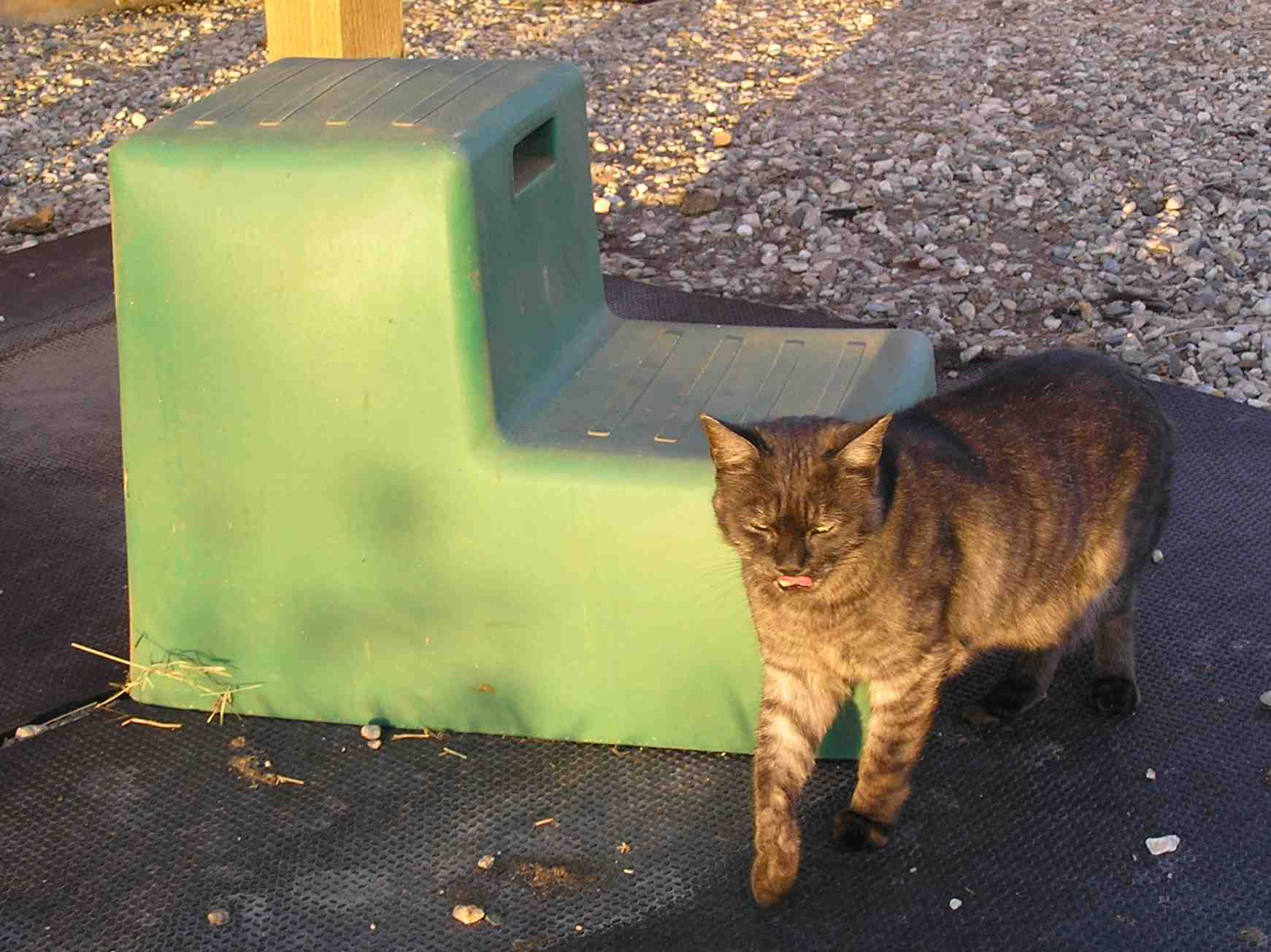
Moderne Aufsteighilfe aus Kunststoff, mit Katze zum Größenvergleich
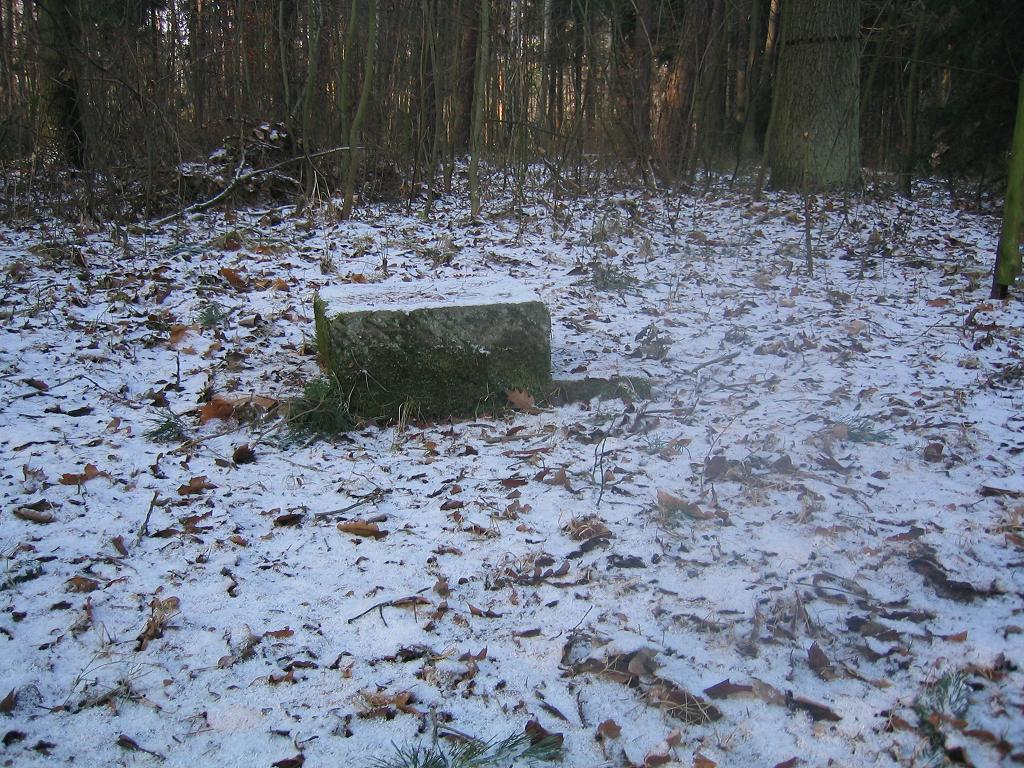
Damentrittstein im Langebrücker Saugarten, Dresden
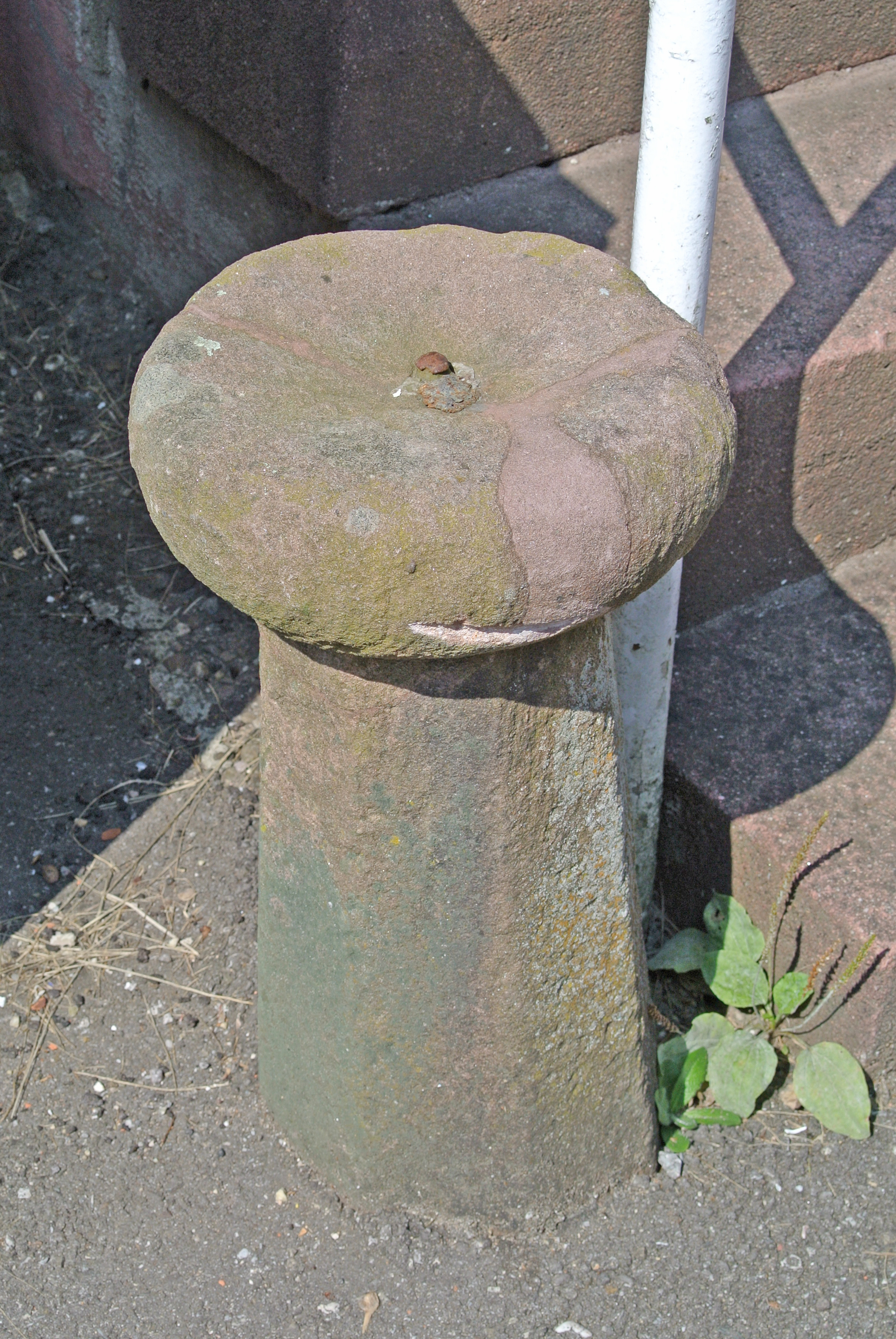
Reiterschemel bei der Schlösslescheune Waldkirch im Breisgau
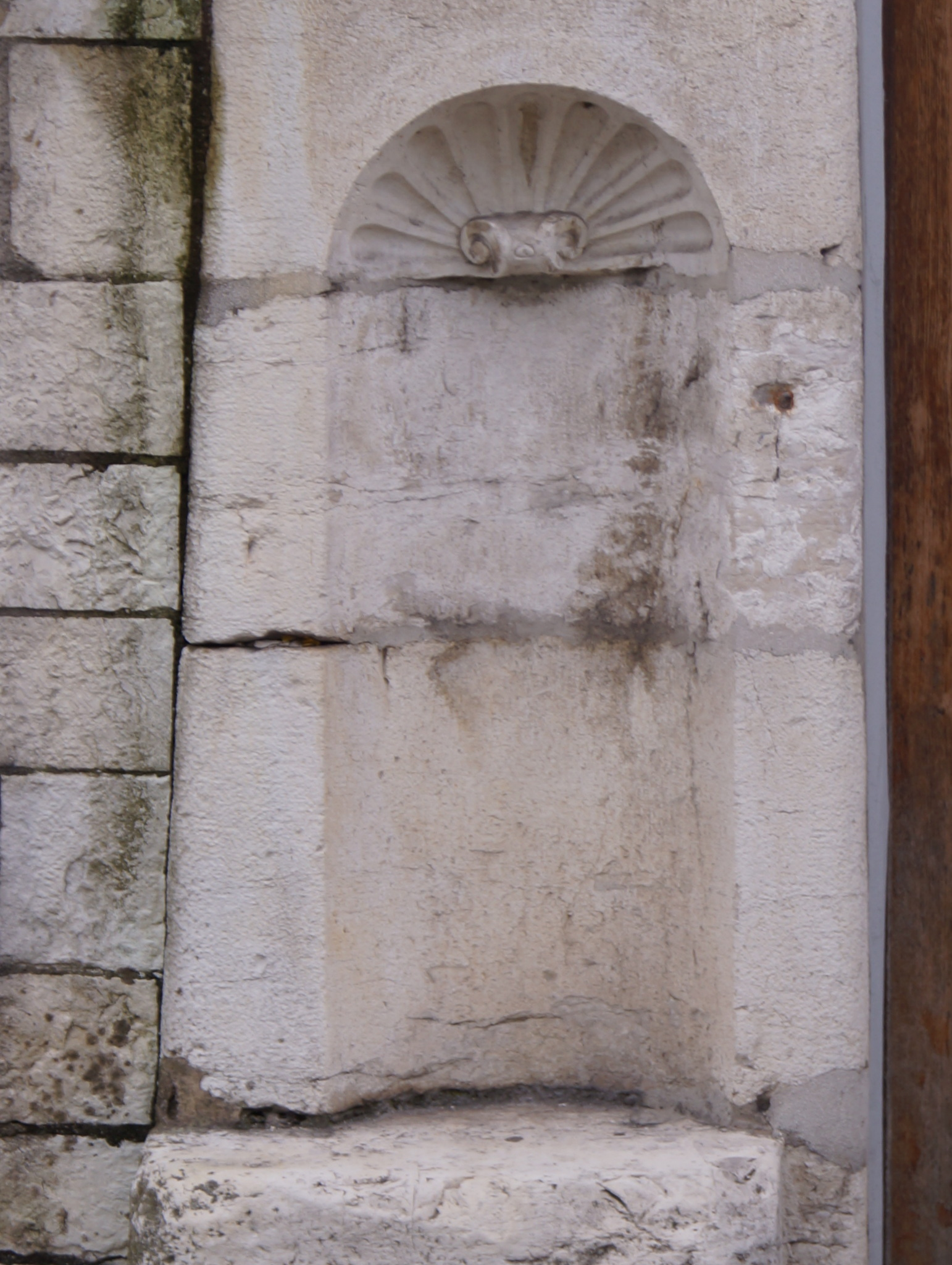
Reitertritt in Schaffhausen, Schweiz
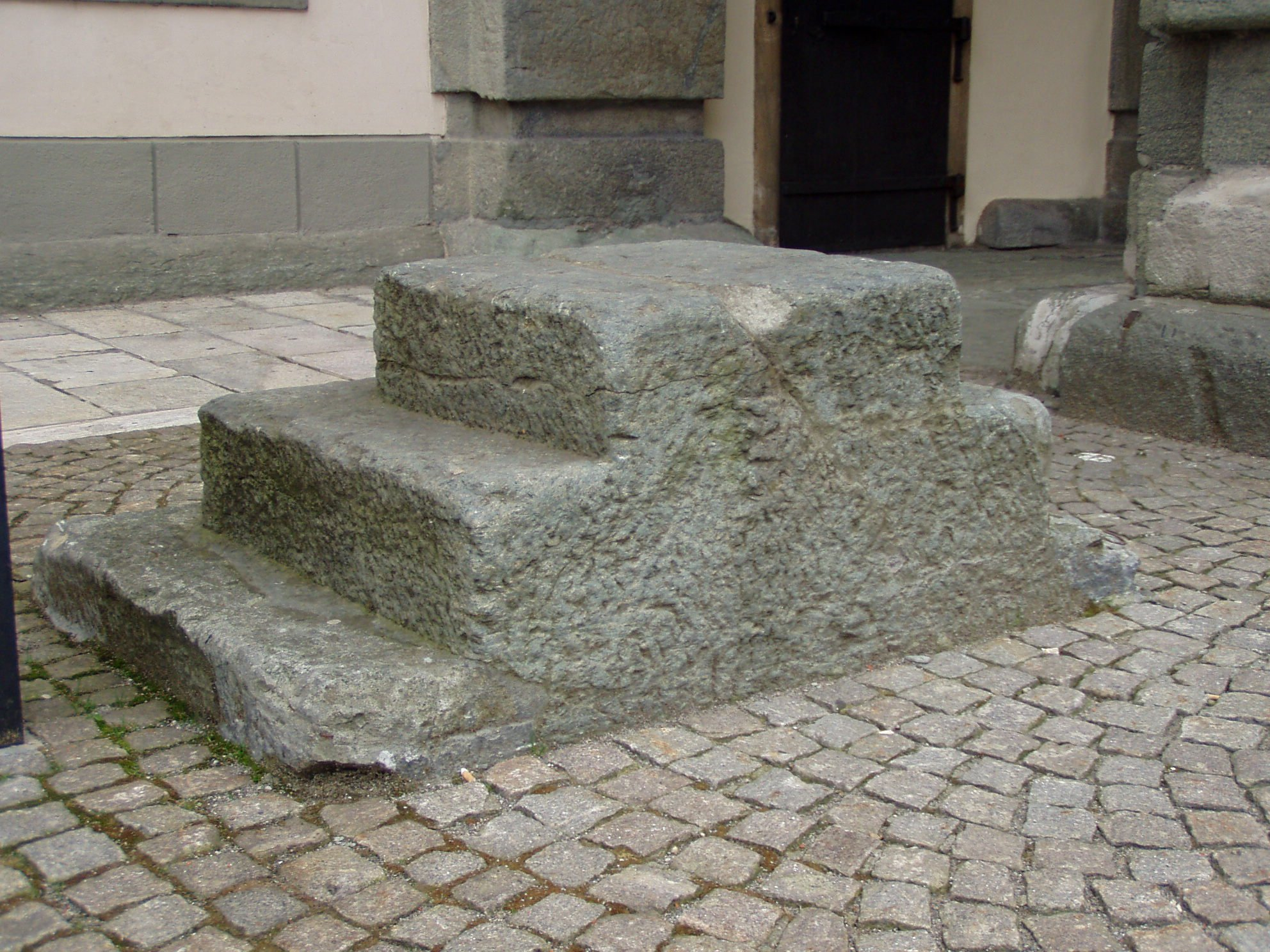
Steintreppe vor dem Südturm des Landhauses Klagenfurt, Kärnten
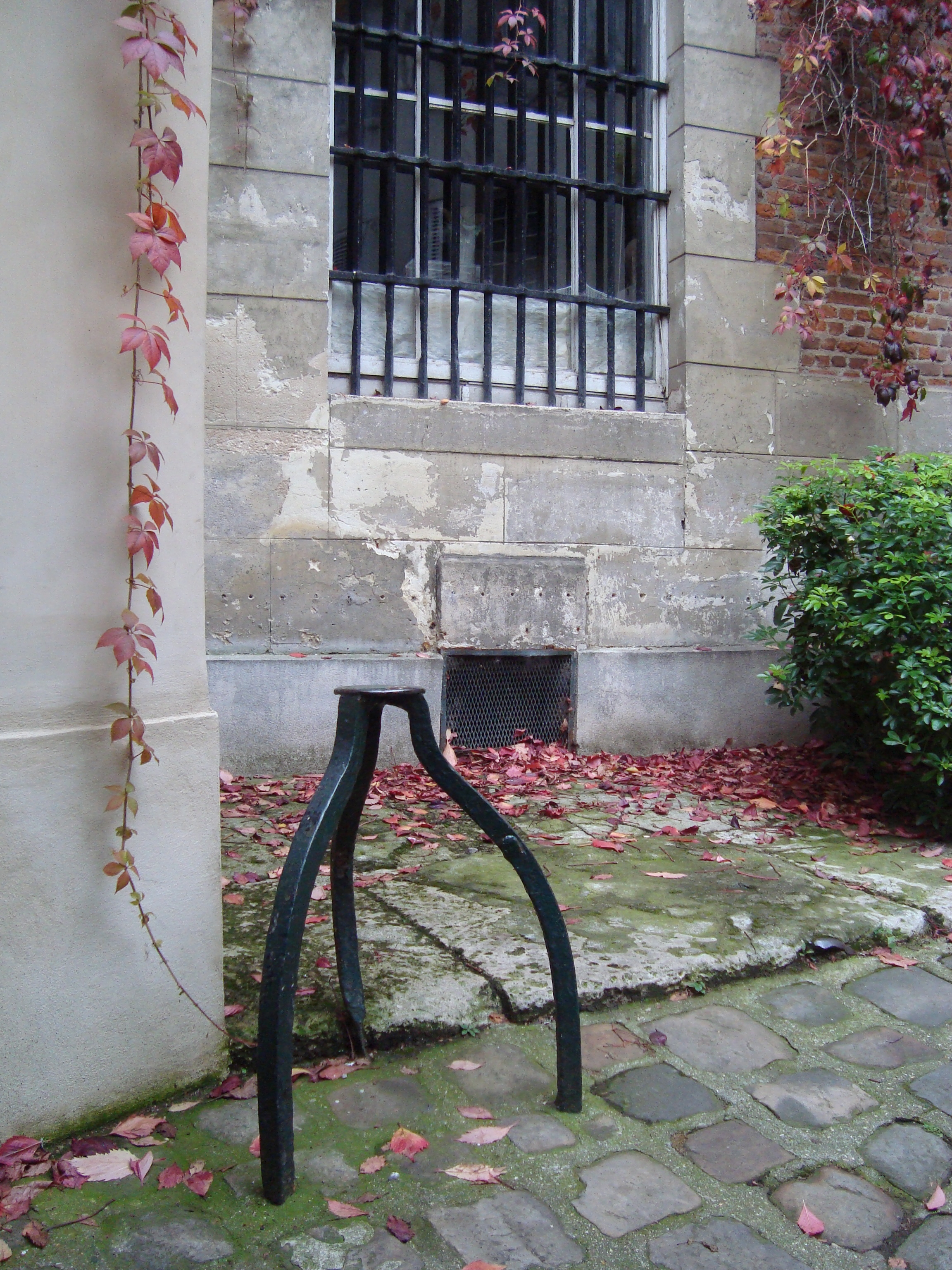
Eiserner Dreifuß, genannt pas-de-mule, Aufsteighilfe in Paris
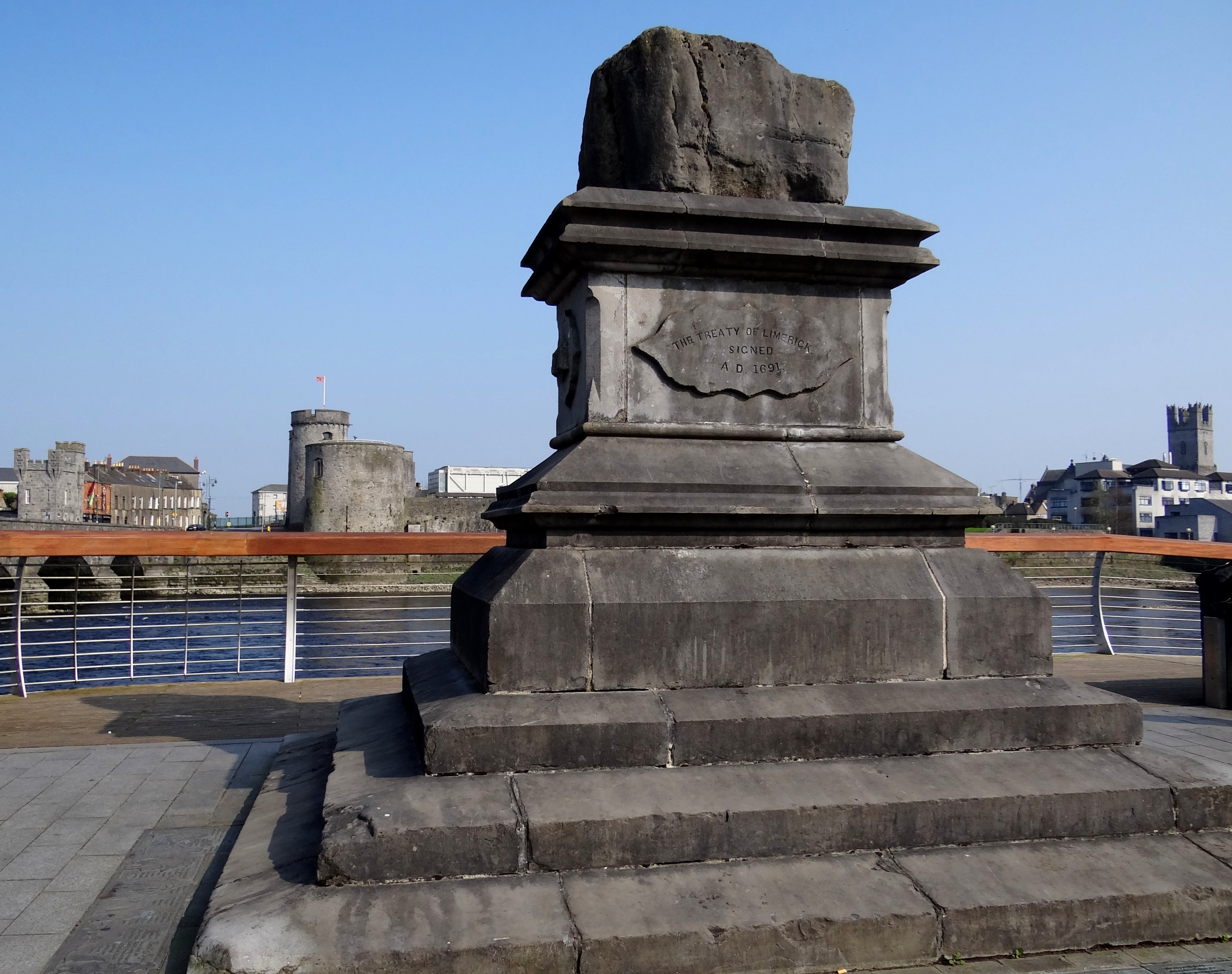
Der Treaty Stone von Limerick, Irland, diente ursprünglich als Reiterstein
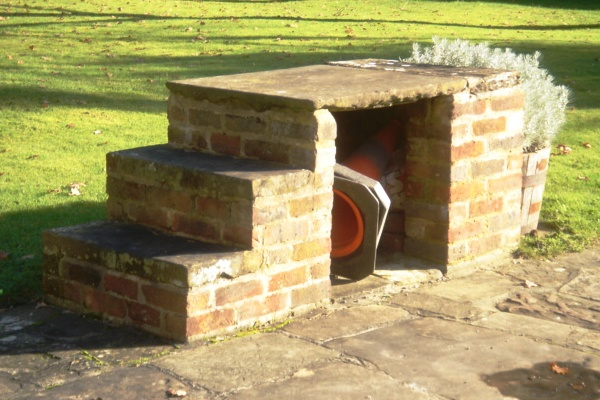
Aufsteighilfe beim Quäker-Versammlungshaus in Crawley, England
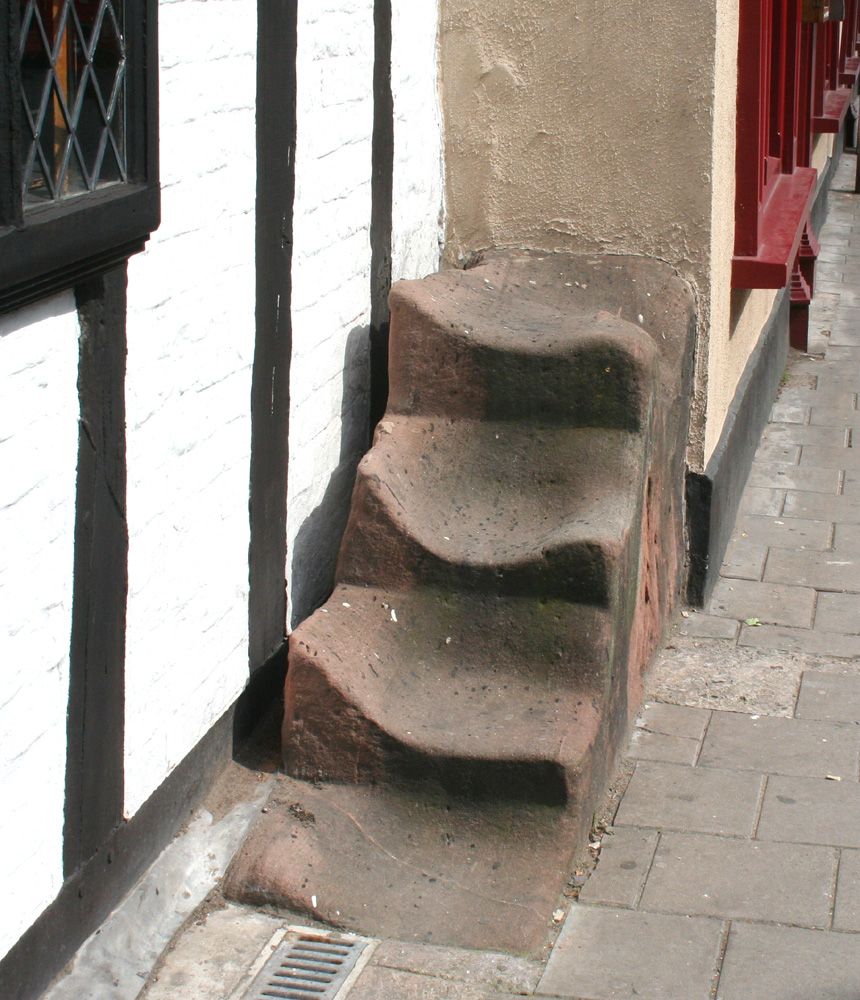
Ausgetretene Aufsteighilfe aus einem Block mit vier Stufen, Armenhaus, Cheshire
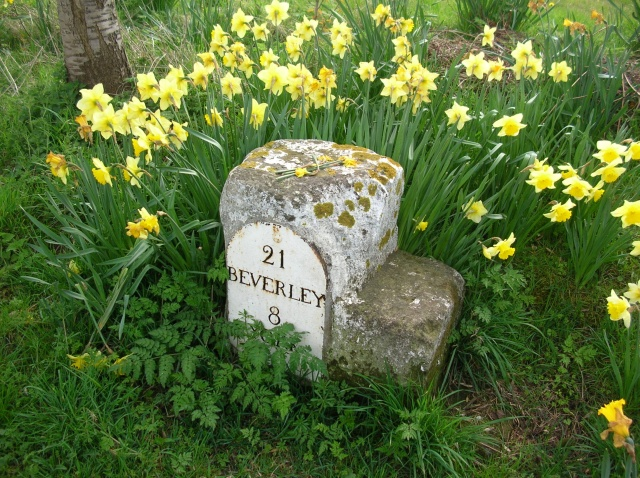
In England dienten oft Meilensteine als Aufsteighilfen.
Reiterstein bei der Yarrow Kirk, in der Region Scottish Borders, Schottland
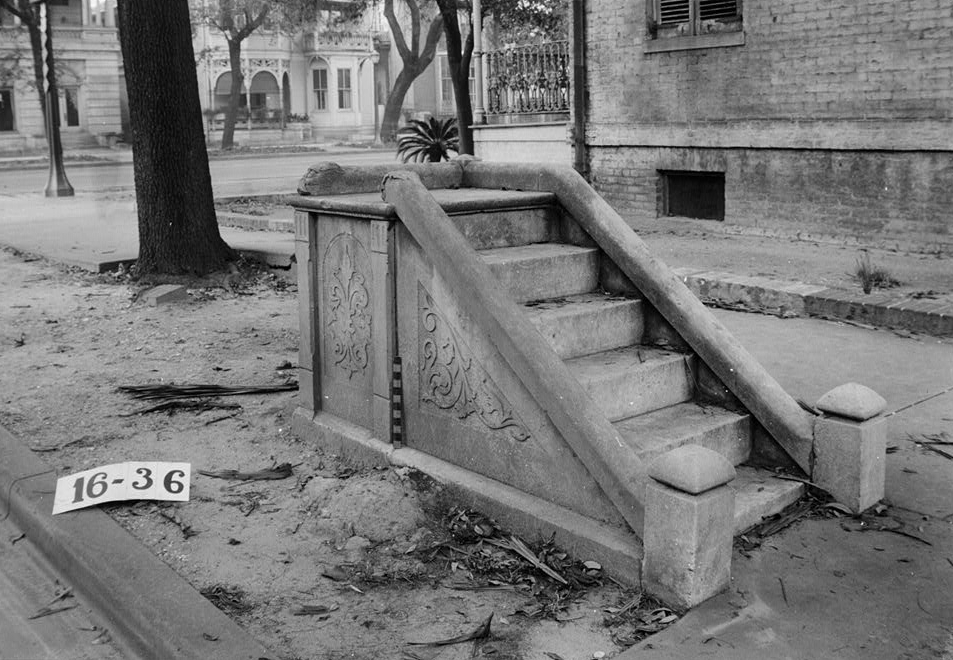
Verzierte Aufsteighilfe für Pferde und Kutschen in Mobile, Alabama, USA
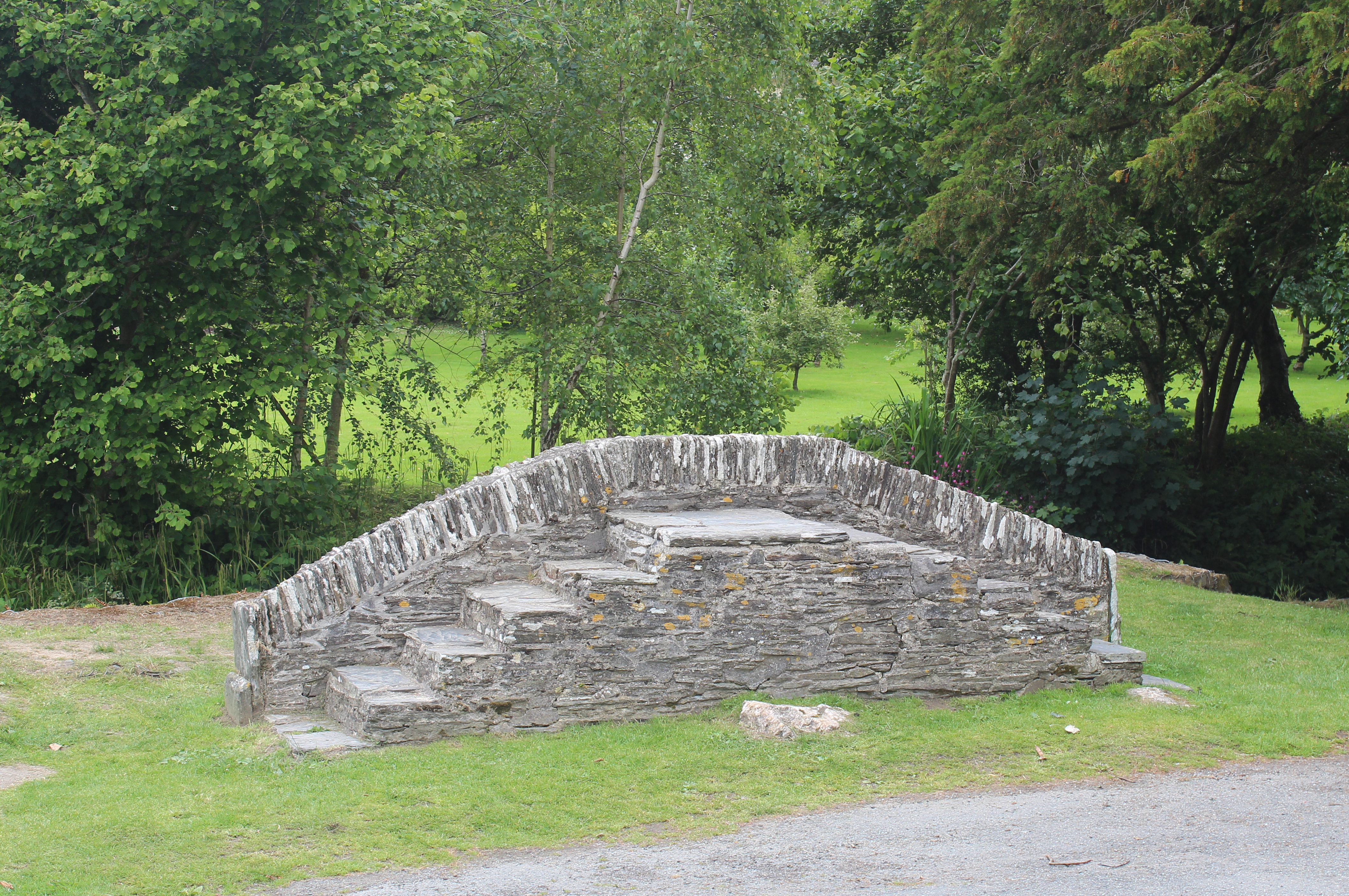
Aufsteigeblock aus dem 18. Jahrhundert vor der Pfarrkirche Nevern, Wales.